# Mercedes-Benz M139
Mercedes-Benz M139 — рядный четырёхцилиндровый бензиновый двигатель внутреннего сгорания с турбонаддувом производства немецкой компании Mercedes-Benz.

## Производительность
Двигатель Mercedes-Benz M139 развивает мощность 285—310 кВт (382—416 л. с.) и крутящий момент 480—500 Н⋅м.

## Модельный ряд
| Двигатель | Мощность                             | Крутящий момент                | Годы производства |
| --------- | ------------------------------------ | ------------------------------ | ----------------- |
| M139      | 285 кВт (387 л. с.) при 6,500 об/мин | 480 Н⋅м при 4,750—5,000 об/мин | с 2019            |
| M139      | 300 кВт (408 л. с.)                  | 500 Н⋅м                        | с 2022            |
| M139      | 310 кВт (421 л. с.) при 6,750 об/мин | 500 Н⋅м при 5,000—5,250 об/мин | с 2019            |
| M139I     | 350 кВт (476 л. с.) при 6,750 об/мин | 545 Н⋅м при 5,250—5,500 об/мин | с 2023            |

### M139 (285 кВт)
- 2019 — Mercedes-AMG CLA 45 4MATIC+ (C118)
- 2019 — Mercedes-AMG A 45 4MATIC+ (W177)
- 2020 — Mercedes-AMG GLA 45 4MATIC+ (H247)
- 2022 — Mercedes-AMG SL 43 (R232)
- 2022 — Lotus Emira (268 кВт/ 360 л. с.)

### M139 (300 кВт)
- 2022 — Mercedes-AMG C 43 4MATIC+ (W206)
- 2024 — Mercedes-AMG GLC 43 4MATIC+ (X254)

### M139 (310 кВт)
- 2019 — Mercedes-AMG CLA 45 S 4MATIC+ (C118)
- 2019 — Mercedes-AMG A 45 S 4MATIC+ (W177)
- 2020 — Mercedes-AMG GLA 45 S 4MATIC+ (H247)
- 2024 — Mercedes-AMG GT 43 (C192)
- 2024 — Mercedes-AMG SL 43 (R232)

### M139I (350 кВт)
- 2022 — Mercedes-AMG C 63 S E Performance 4MATIC+ (W206)
- 2024 — Mercedes-AMG GLC 63 S E Performance 4MATIC+ (X254)